# リバス・デ・シル

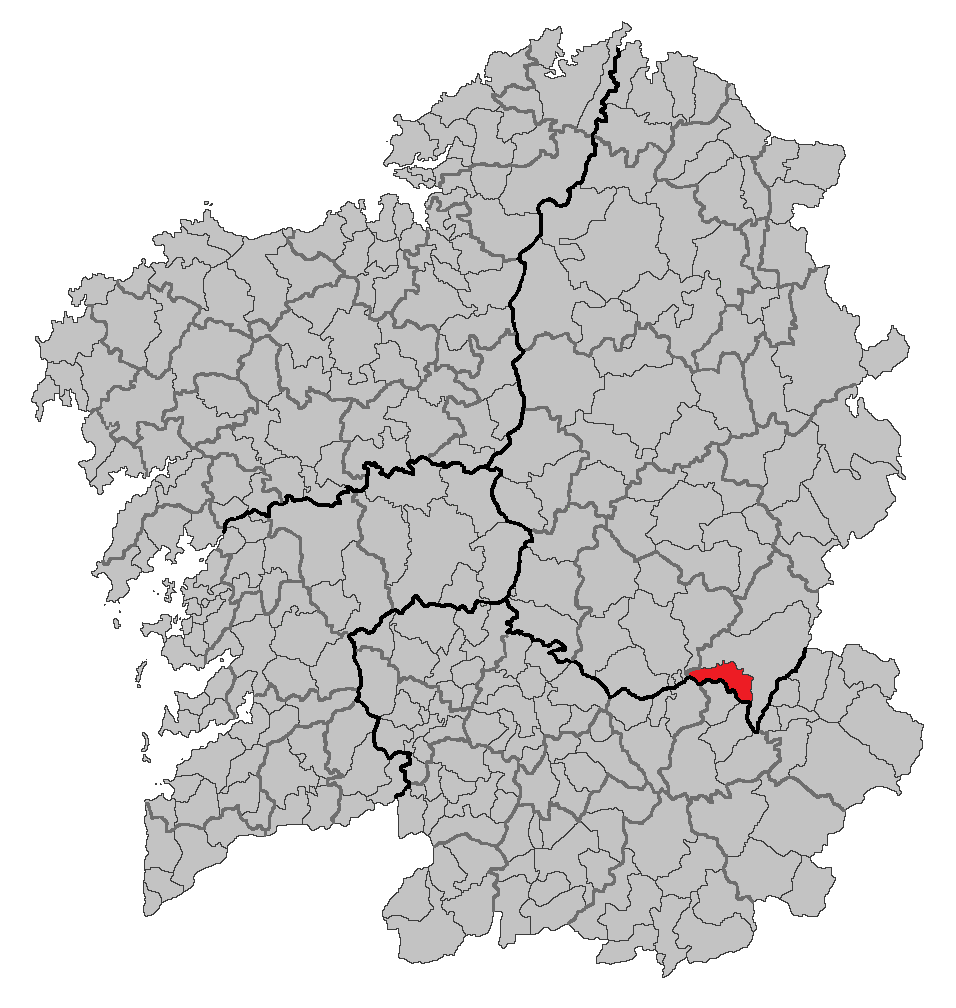

リバス・デ・シル（Ribas de Sil）はスペイン、ガリシア州、ルーゴ県の自治体、コマルカ・デ・キローガに属する。ガリシア統計局によると、2010年の人口は1,135人（2009年：1,144人、2006年：1,245人、2005年：1,310人、2004年：1,335人、2003年：1,410人）。住民呼称は、男女同形のribasilense。 
ガリシア語話者の自治体人口に占める割合は96.07%（2001年）。

## 地理
リバス・デ・シルはルーゴ県の南部に位置し、コマルカ・デ・キローガに属する。北はア・ポブラ・ド・ブロジョンと、北から東はキローガと、南はア・ポブラ・デ・トリーベス、サン・ショアン・デ・リオ、カストロ・カルデーラス（3自治体ともオウレンセ県）と、西はモンフォルテ・デ・レモスの各自治体と隣接する。自治体中心地区はリバス・デ・シル教区のサン・クローディオ地区。
リバス・デ・シルはモンフォルテ・デ・レモス司法管轄区に属す。

### 人口
住民は7の教区の45の地区（集落）に居住する。
| リバス・デ・シルの人口推移 1900－2010                   |
|                                                         |
| 出典:INE（スペイン国立統計局）1900年 - 1991年、1996年 - |

## 政治
自治体首長はガリシア社会党（PSdeG-PSOE）のミゲル・アンヘル・ソトゥエーラ・ベガ（Miguel Angel Sotuela Vega）、自治体評議員はガリシア社会党：6、ガリシア国民党（PPdeG）：3となっている（2011年5月22日の自治体選挙結果、得票順）。
| 1999年6月13日自治体選挙 |        |        |          |
| 政党                    | 得票数 | 得票率 | 獲得議席 |
| PSdeG-PSOE              | 618    | 56.75% | 5        |
| PPdeG                   | 466    | 42.79% | 4        |

| 2003年5月25日自治体選挙 |        |        |          |
| 政党                    | 得票数 | 得票率 | 獲得議席 |
| PSdeG-PSOE              | 602    | 55.84% | 5        |
| PPdeG                   | 473    | 43.88% | 4        |

| 2007年5月27日自治体選挙 |        |        |          |
| 政党                    | 得票数 | 得票率 | 獲得議席 |
| PSdeG-PSOE              | 585    | 63.24% | 6        |
| PPdeG                   | 324    | 35.03% | 3        |
| BNG                     | 12     | 1.30%  | 0        |

| 2011年5月22日自治体選挙 |        |        |          |
| 政党                    | 得票数 | 得票率 | 獲得議席 |
| PSdeG-PSOE              | 498    | 62.96% | 6        |
| PPdeG                   | 271    | 34.26% | 3        |
| BNG                     | 10     | 1.26%  | 0        |

## 教区
リバス・デ・シルは7の教区に分けられる。太字は自治体中心地区のある教区。
- ノゲイラ（ノサ・セニョーラ・ダス・ネベス）
- ペイテス（サン・マルティーニョ）
- ピニェイラ（サン・クリストーボ）
- ライロス（サンタ・ルシーア）
- リバス・デ・シル（サン・クローディオ）
- ソウトルデイ（サンティアーゴ）
- トルベーオ（サンタ・マリーア）